# کادرینگتون، باربودا
کادرینگتون (به لاتین: Codrington) یک منطقهٔ مسکونی در آنتیگوا و باربودا است که در باربودا واقع شده‌است. کادرینگتون ۰ نفر جمعیت دارد و ۶ متر بالاتر از سطح دریا واقع شده‌است.
این شهر در سال ۱۶۸۵ میلادی توسط کریستوفر کادرینگتون و برادر او جان بنیاد شد و تا پیش از سال ۲۰۱۷ جمعیت آن به ۱۳۰۰ نفر هم رسید. توفان ایرما در سال ۲۰۱۷ این شهر و بقیه جزیره باربودا را به طور کامل ویران کرد و جمعیت کادرینگتون نیز به طور کامل تخلیه شده و بیشترشان به جزیره آنتیگوآ رفتند.
این شهر پیش از این در زمین‌لرزه ۱۸۴۳ نیز به‌شدت آسیب دیده بود.